# Трабзон (вилает)
Тра̀бзон (на турски: Trabzon) е вилает в Североизточна Турция на Черно море. Административен център на вилаета е едноименния град Трабзон.
Вилает Трабзон е с население от 1 061 055 жители (оценка от 2006 г.) и обща площ от 6685 кв. км. Разделен е на 18 общини.

## Население
Численост на населението според преброяванията през годините:
| Година | Численост |
| 1990   | 795 849   |
| 2000   | 975 137   |
| 2011   | 757 857   |